# Bob Chinn
Bob Chinn (nascut el 10 de maig de 1943) és un actor i director de cinema de pel·lícules pornogràfiques xinès estatunidenc. És membre del Saló de la Fama d'AVN i del saló de la fama de XRCO.
Nascut a Hawaii fill d'immigrants xinesos que més tard es van establir a Califòrnia, Chinn va començar la seva carrera cap al 1970 després de graduar-se a l'escola de cinema de la UCLA el 1966. Va dirigir Candy Stripers, que figura al Saló de la Fama de XRCO.
També va crear i dirigir la sèrie de pel·lícules Johnny Wadd amb l'actor John C. Holmes. Va fer un total de 9 pel·lícules amb John Holmes en aquesta sèrie. Més tard, va ser àmpliament entrevistat en el documental Wadd: The Life & Times of John C. Holmes. A la dècada de 2000, Chinn va dirigir una nova sèrie Johnny Wadd que comptava amb Joel Lawrence com a Wadd.

## Filmografia seleccionada

### Sèrie principal de Johnny Wadd
- Johnny Wadd (1971)
- Flesh of the Lotus (1971)
- Blonde in Black Lace (1973) a.k.a. "Johnny Wadd & His 13 Calibur Weapon"
- Tropic of Passion (1973)
- Liquid Lips (1976)
- Tell Them Johnny Wadd Is Here (1976)
- The Jade Pussycat (1977)
- The China Cat (1978)
- Blonde Fire (1978)

### altres pel·lícules de Johnny Wadd
- The Danish Connection (1974), pel·lícula de softcore dirigida per Walt Davis
- Around the World with Johnny Wadd (1975), compilació d'escenes de John Holmes
- Tapestry of Passion (1976), dirigida per Alan Colberg
- The Return of Johnny Wadd (1986), diririgida per Patty Rhodes
- Re-enter Johnny Wadd (2001)
- Satin and Sabotage (2001), a.k.a. Johnny Wadd and the Sword of Charlemagne 1
- Silk and Seduction (2002), a.k.a. Johnny Wadd and the Sword of Charlemagne 2
- Passion and Betrayal (2002), a.k.a. Johnny Wadd and the Sword of Charlemagne 3

### Altres
- Oriental Kitten (1975)
- Little Orphan Dusty (1978)
- Hot & Saucy Pizza Girls (1978)
- Candy Stripers (1978)
- Disco Lady (1978)
- Tropic of Desire (1978)
- Prisoner of Paradise (1980)
- Baby Cakes (1983)
- Bad Penny (1999)
- Magnum Love (1999)
- All The Way In (1984)

## Enllaços exterms
- Bob Chinn a l'Internet Adult Film Database
- Bob Chinn a Adult Film Database (anglès)
- Tell Them Bob Chinn Is Here! Bob Chinn Interview At Rock! Shock! Pop!
- Audio interview with Bob Chinn at The Rialto Report